# Francesco Anzani
Francesco Anzani (Alzate, 1809 — Gênova, 5 de junho de 1848) foi um revolucionário e patriota italiano.
Jovem combate pela independência da Grécia. Depois larga a Universidade de Parma para dirigir-se para França], onde faz parte do movimento republicano do 5-6 de junho de 1832. Combate ainda contra Dom Miguel, na Guerra Civil Portuguesa, onde foi ferido  e na Espanha.
Preso em Gênova, em 1838, pela polícia sarda, é entregue às autoridades austríacas. Colocado sob vigilância, prefere emigrar para a América, onde combate com Giuseppe Garibaldi no Uruguai, participando da batalha de Santo Antônio do Salto, em 8 de fevereiro de 1846.
Retornou à Itália, em 1848, morre logo depois de desembarcar em Gênova vítima de tuberculose.
Garibaldi deu seu nome a um de seus batalhões.